# Molophilus (Molophilus) aduncus
Molophilus (Molophilus) aduncus is een tweevleugelige uit de familie steltmuggen (Limoniidae). De soort komt voor in het Palearctisch gebied.